# Sebastian Wiese
Sebastian Wiese (Dresde, Alemania, 12 de enero de 1972) es un nadador retirado especializado en pruebas de estilo libre. Fue subcampeón europeo en la prueba de 1500 metros libres durante el Campeonato Europeo de Natación de 1993 y bronce en 1991,
Representó a Alemania durante los Juegos Olímpicos de Barcelona 1992 y Atlanta 1996.

## Palmarés internacional
| Campeonato Europeo de Natación | Campeonato Europeo de Natación | Campeonato Europeo de Natación | Campeonato Europeo de Natación |
| Año                            | Lugar                          | Medalla                        | Prueba                         |
| ------------------------------ | ------------------------------ | ------------------------------ | ------------------------------ |
| 1991                           | Atenas (Grecia)                | Medalla de bronce              | 1500 m libres                  |
| 1993                           | Sheffield (Reino Unido)        | Medalla de plata               | 1500 m libres                  |